# Novosilka, Veselînove
Novosilka (în ucraineană Новосілка) este un sat în comuna Podillea din raionul Veselînove, regiunea Mîkolaiiv, Ucraina.

## Demografie
Componența lingvistică a localității Novosilka
     Ucraineană (85,89%)
     Rusă (6,75%)
     Română (6,75%)
     Alte limbi (0,61%)
Conform recensământului din 2001, majoritatea populației localității Novosilka era vorbitoare de ucraineană (85,89%), existând în minoritate și vorbitori de rusă (6,75%) și română (6,75%).